# Хлеб (сплит Amatory и Spermadonarz)
«Хлеб» — сплит-кассета метал-группы Amatory и коллектива Spermadonarz (совместного проекта экс-участников Кирпичей и Animal ДжаZ). Выпущен 26 ноября 2002 года на лейбле Caravan Records. Для обеих команд этот релиз является первым в их карьерах.

## Запись альбома
Изначально Amatory готовили очередную демо-запись. С записью релиза группе сильно помог Данила Смирнов (он же «Danny Boy»), который ранее исполнял с коллективом кавер-версию композиции «(SIC)» (Slipknot) на их первом «большом» концерте 9 мая 2001 года. Данила согласился принять участие, поскольку в тот момент интересовался темой звукозаписи. Ударные записывались на его ноутбук в здании клуба «Полигон», а схема записи остальных инструментов строилась исходя из нехватки каналов в звуковой карте.
По словам Даниила Светлова, «бочка и рабочий писались в два отдельных канала, а томы и тарелки — в стереопару. В результате при сведении, когда мы хотели сделать громче том, то и тарелки против нашего желания вылезали».
Гитары записывались в домашних условиях на квартире у Сергея Осечкина, где за один вечер были сыграны партии к трем песням-хитам группы: «Мимикрия», «Восковой дождь» и «59». Вокал, подобно ударным, записывался в «Полигоне» с помощью Данилы Смирнового. Он также «зачитал» небольшой фрагмент текста для песни «Мимикрия».
Позже Даниил Светлов улетел в Германию на каникулы. Там и сводился материал, на домашней студии Хайко Клотца (отчим Даниила). Микшированием Даниил занимался в одиночку: Хайко только продемонстрировал ему основы и потом сделал мастеринг. В целом Даниил потратил на микширование около двух недель.
Позже участники коллектива задумались о издании этого релиза. Но они понимали, что не смогут найти подходящий лейбл, который бы согласился издать их мини-альбом. Потом, через некоторое время, Евгений Ряховский (гитарист Spermadonarz) предложил Amatory выпустить сплит.
Трёх композиций для сплита было недостаточно, поэтому Amatory решили дополнить релиз концертными записями. Первой песней, взятой для сплита, стала композиция под названием «Чувства», которая позже больше нигде не переиздавалась. Также были концертные версии песни «Не отсюда» и кавера на композицию «(SIC)» группы Slipknot.
Пока Amatory работали над своими дополнительными песнями, Spermadonarz также быстро записывали свой материал. Когда оба коллектива закончили работу над своими песнями, их собрали вместе под названием «Хлеб», которое придумал Евгений Ряховский из Spermadonarz.

## Оформление альбома
За оформление релиза взялся Денис Граммаков (друг Евгения Ряховского). Уже тогда Денис сильно увлекался дизайном, имел положительный опыт работы с графическими редакторами и имел цифровой фотоаппарат.

Итоговый результат получился вроде бы и стёбным, но в то же время ясно показывал, что на кассете не баллады и не шансон, а настоящий, как сейчас принято говорить, «тру» музон для знатоков и сочувствующих.— Граммаков, Денис, «Черно-белые дни»: вся правда о группе [Amatory]
Поскольку название сплита было «топорно-русское», а музыка была «прозападной», Денису хотелось отразить всё это на обложке. Вместо того, чтобы фотографировать собственный кулак (ему это казалось «муторным» процессом), он позвал Евгения Ряховского. Он надел ему на запястье шипованный браслет, нарисовал на руке маркером четыре буквы и сделал несколько кадров на свой 3-мегапиксельный «Nikon Coolpix». Потом с помощью «Adobe Photoshop» он наложил несколько текстур на кулак, чтобы выглядело «суровее». Дальше последовали полчаса работы с текстом, наклейка «Parental Advisory», и вся композиция была готова.
Внутри буклета альбома можно увидеть грустные лица участников обоих коллективов. По мнению Дениса, участники могли быть опечалены тем, что съёмка проводилась в мрачном подвале. Во время съёмки Алексей Овчинников разделся до пояса, вследствие чего были видны его бицепсы и трицепсы. Всех парней Денис снял отдельно, а затем скомпоновал.
Ещё раньше этой фотосессии, Граммаков проводил для Amatory другую, самую первую фотосессию в их истории. Тогда съёмка назначалась на начало сентября около клуба «Орландина». За этим занятием участников коллектива застал Александр Павлов (один из гитаристов группы): «Тогда я ещё не был в составе, но сам факт, что мне об этой фотосессии никто ничего не сказал, хотя уже и мобильные телефоны появились, меня поверг в шок. Хорош директор, которому не сообщают о таких вещах. Поговорил потом с кем-то из ребят по телефону на эту тему, в итоге круто поругались и на некоторое время разбежались».

## Выпуск и продажи
Сплит вышел 26 ноября 2002 года в формате аудиокассеты, за издание релиза взялись «Caravan Records». Песни Amatory заняли сторону «А», а песни Spermadonarz — сторону «B», соответственно. Названия песен Amatory в списке композиций на бумажной вкладке были перепутаны, но участников группы это не огорчило
Для своего времени альбом неплохо продавался. Выход альбома совпал с его презентацией в клубе «Орландина». Концерт прошёл успешно: участники группы собрали полный зал.

## Список композиций
Сторона A, B записаны Amatory и Spermadonarz соответственно. Также есть композиции, участие в которых принял Данила Смирнов (отмечено).
| №  | Название                                                   | Длительность |
| -- | ---------------------------------------------------------- | ------------ |
| 1. | «Восковый Дождь»                                           | 2:32         |
| 2. | «Мимикрия» (с участием Данилы Смирнова)                    | 4:18         |
| 3. | «59»                                                       | 3:38         |
| 4. | «Чувства» (концертная запись)                              | 3:54         |
| 5. | «Не Отсюда» (концертная запись)                            | 2:56         |
| 6. | «Здоровый» (концертная запись; с участием Данилы Смирнова) | 3:06         |

| №  | Название         | Длительность |
| -- | ---------------- | ------------ |
| 1. | «Intro»          | 1:28         |
| 2. | «In My Mind»     | 1:46         |
| 3. | «7even»          | 2:44         |
| 4. | «Sk8board»       | 2:42         |
| 5. | «Thestosteron»   | 2:49         |
| 6. | «In The Sky»     | 2:38         |
| 7. | «Super Mario»    | 4:34         |
| 8. | «7even» (ремикс) | 2:48         |

## Участники записи
Amatory
- Алексей [LEXUS] Овчинников — речитатив
- Денис [DENVER] Животовский — бас-гитара, гроулинг
- Сергей [GANG] Осечкин — соло-ритм-гитара
- Алексей [LIOLIK] Скорняков — семплы
- Даниил [STEWART] Светлов — ударные

Spermadonarz
- Данила Смирнов — вокал
- Евгений «Джонсон» Ряховский — соло-ритм-гитара, вокал
- Александр Гоголев — бас-гитара
- Александр Колчин — ударные